# کهیر سرد
کهیر سرد (انگلیسی: Cold urticaria) نوعی کهیر پوستی است که در اثر مواجهه با سرما یا محرک‌های سرد ایجاد می‌شود.
این کهیرها دارای خارش هستند و معمولاً دست‌ها و پاها هم دچار تورم می‌شوند. اندازهٔ کهیرها از ۷ میلی‌متر تا ۲۷ میلی‌متر یا بزرگتر متغیر است. اگر این عارضه بیش از ۶ هفته طول بکشد، بدان کهیر سرد مزمن می‌گویند.
این بیماری ممکن است مادرزادی یا اکتسابی باشد. فرم اکتسابی آن معمولاً در سن ۲۵–۱۸ رخ می‌دهد، هرچند ممکن است از سن ۵ سالگی هم شروع شود.
انواع کهیر سرد، به شرح زیر است:
- کهیر سرد تماسی اولیه[۳]
- کهیر سرد تماسی ثانویه[۳]
- کهیر سرد واکنشی[۳]
- کهیر سرد خانوادگی (ارثی) یا سندرم کهیر سرد خودالتهابی فامیلیال (FCAS)